# Саул (оратория)
«Саул» (англ. Saul, HWV 53, 1738) — драматическая оратория в трёх действиях, написанная Георгом Фридрихом Генделем на либретто Чарльза Дженненса. История Саула, взятая из Первой книги Царств, рассказывает об отношениях первого царя Израиля с его возможным преемником Давидом, которые превращаются из восхищения в зависть и ненависть, что в конечном итоге приводит к падению монарха. Произведение, сочиненное Генделем в 1738 году, включает в себя знаменитый «Похоронный марш», погребальный гимн Саула и его сына Ионафана, а также некоторые из наиболее драматичных хоровых произведений композитора. Впервые «Саул» был исполнен в Королевском театре в Лондоне 16 января 1739 года. Спектакль имел успех на лондонской премьере и был возрождён Генделем в последующих сезонах. Среди примечательных современных постановок «Саула» можно отметить выступление на Глайндборнском оперном фестивале в 2015 году.